# Бьярни Фридрикссон
Бьярни Фридрикссон (исл. Bjarni Friðriksson, род. 29 мая 1956) — исландский дзюдоист, бронзовый призёр Олимпийских игр 1984 года в категории до 95 кг. Лучший спортсмен Исландии 1990 года.
Участник 4 подряд летних Олимпийских игр (1980, 1984, 1988, 1992), многократный участник чемпионатов мира и Европы по дзюдо.
Был знаменосцем сборной Исландии на церемониях открытия летних Игр 1988 и 1992 годов.
Медаль, выигранная Бьярни в 1984 году, стала второй для Исландии на Олимпийских играх во всех видах спорта и первой с 1956 года. Бронза Бьярни остаётся единственной олимпийской наградой Исландии в дзюдо (три остальные медали исландцы выиграли в лёгкой атлетике и гандболе).